# 카자마 슌스케
카자마 슌스케(일본어: 風間 俊介, 1983년 6월 17일 ~ )는 일본의 배우이다.
도쿄도 스미다구 출신. 프리랜서로 활동 중이다.

## 인물
- 도쿄 도립 코이와 고등학교 졸업, 아세아 대학 경제학부 제적.
- 아이바 마사키와 절친 사이이다.

## 출연

### TV 애니메이션
2000년
- 유희왕 듀얼몬스터즈 (유희, 어둠의 유희, 티마이오스)

2004년
- 유희왕 GX (유희, 어둠의 유희)

### 극장판 애니메이션
2005년
- 유희왕 듀얼몬스터즈 빛의 피라미드 (유희, 어둠의 유희)

2010년
- 10주년 기념 극장판 유희왕~초융합! 시공을 초월한 우정~ (유희, 어둠의 유희)

2016년
극장판 유희왕 더 다크 사이드 오브 디멘션즈 (유희, 어둠의 유희)

### 드라마

#### 연속 드라마
- 3학년 B반 긴파치선생 제5시리즈 (1999년 10월 14일 - 2000년 3월 30일, TBS)
- 세상에서 가장 더운 여름 (2001년 7월 6일 - 9월 14일, TBS) - 타카시 역
- 중학생 일기 (2011년 4월 8일 - 2012년 3월 16일, NHK 교육 텔레비전) - 가미사와 슌스케
- 그래도, 살아간다 (2011년 7월 7일 - 9월 15일, 후지 TV)
- 내가 있었던 시간僕のいた時間(2014년)

#### 단편, 게스트
- 잠자는 숲 (1998년 10월 8일 - 12월 24일, 후지 TV)
- 결혼 활동! 제4화 - 제6화 (2009년 5월 11 - 25일, 후지 TV)
- LADY최후의 범죄 프로파일 제9화 (2011년 3월 4일, TBS)
- 요괴인간 벰 제2화 (2011년 10월 29일, 니혼 TV)
- 이상의 아들 제8화 (2012년 3월 3일, 니혼 TV)등

### 극장판 애니메이션
- 코쿠리코 언덕에서 (2011년 7월 16일, 도호)등